# Stanley & Iris
Stanley & Iris (Cartas a Iris) es una película dirigida por Martin Ritt y protagonizada por Jane Fonda y Robert De Niro, estrenada en 1990. El guion, de Harriet Frank, Jr. y Irving Ravetch, está basado vagamente en la novela Union Street, de Pat Barker.

## Sinopsis
Iris King (Jane Fonda) es una viuda a la que su marido ha dejado dos hijos y poco más. Para sacar a su familia adelante, trabaja como obrera en una fábrica de panes y bollos. Pero aun así, el dinero que gana no es suficiente para mantener a sus hijos en condiciones básicas. En cierta ocasión, al salir de la fábrica, un desconocido intenta robarle el bolso y un cocinero que trabaja en la misma fábrica le ayuda a perseguir al ladrón. Así es como conoce a Stanley Cox (Robert De Niro), un hombre amable, pero distante y misterioso, que despierta en Iris una extraña inquietud, lo que le anima a interesarse por su vida. Poco a poco descubre que es una persona tan solitaria como ella, aunque lo peor viene cuando se entera de que Stanley no sabe leer ni escribir. A partir de ese momento, todos los esfuerzos de Iris se encaminan hacia la alfabetización de su nuevo amigo.

## Reparto
| Actor                 | Papel        |
| --------------------- | ------------ |
| Jane Fonda            | Iris King    |
| Robert De Niro        | Stanley Cox  |
| Swoosie Kurtz         | Sharon       |
| Martha Plimpton       | Kelly King   |
| Harley Cross          | Richard King |
| Jamey Sheridan        | Joe          |
| Feodor Chaliapin, Jr. | Leonides Cox |
| Zohra Lampert         | Elaine       |
| Loretta Devine        | Bertha       |
| Kathy Kinney          | Bernice      |
| Stephen Root          | Mr. Hershey  |